# Hiracoides
Os hiracoides (do latim científico Hyracoidea) são uma ordem de mamíferos placentários herbívoros do clado Afrotheria, cujos membros vivos pertencem a grupos que vivem atualmente na África ou são de origem africana. A ordem inclui apenas uma família viva, os procaviídeos (Procaviidae), com três gêneros e cinco espécies existentes. Também é conhecido como damão, hírax ou hírace.
Cinco espécies existentes são reconhecidas: o Procavia capensis e o Heterohyrax brucei, que vivem em afloramentos rochosos, incluindo penhascos na Etiópia, e afloramentos de granito isolados chamados inselbergs no sul da África, Dendrohyrax dorsalis, D. arboreus e D. validus. Sua distribuição limita-se à África, exceto Procavia capensis, que também pode ser encontrado no Oriente Médio.

## Características
Os híraces retêm ou desenvolveram novamente várias características primitivas dos mamíferos; em particular, não conseguem efectuar uma termorregulação eficiente e, em consequência, passam bastante tempo ao sol, para se aquecerem.
Os híraces são animais de pequeno a médio porte, que podem medir entre 30 a 70 cm de comprimento e pesar entre 2 e 5 kg. Têm patas e caudas curtas, cabeça pequena e cor acastanhada. Embora não sejam ruminantes, os híraces têm estômagos complexos com várias câmaras, que permitem que as bactérias simbióticas quebrem os materiais vegetais resistentes, mas sua capacidade geral de digerir a fibra é inferior à dos ungulados.
Eles também têm um par de incisivos superiores aumentados e dois pares de incisivos inferiores, estando os outros dentes da frente ausentes. Há um espaço considerável entre esses dentes e os dentes da bochecha, que em padrão são semelhantes aos de um rinoceronte.

## Evolução e taxonomia
Os primeiros exemplares dessa ordem surgem no registo fóssil do Eocénico, há cerca de 40 milhões de anos. Durante essa era, os hiracóides foram os principais herbívoros das planícies africanas, existindo então uma maior biodiversidade desse grupo da que é observada hoje em dia. O aparecimento dos bovídeos no Miocénico, e competição resultante pelos mesmos nichos, provocou o declínio da ordem Hyracoidea e a extinção das espécies de maior porte. Hoje em dia a ordem ocupa nichos ecológicos marginais, geralmente em zonas áridas ou mesmo desérticas.

### Classificação
- Ordem Hyracoidea Huxley, 1869
  - Família Procaviidae Thomas, 1892
    - Género Dendrohyrax Gray, 1868
      - Dendrohyrax arboreus (A. Smith, 1827)
      - Dendrohyrax dorsalis (Fraser, 1855)
      - Dendrohyrax validus (Gray, 1868)

    - Género Heterohyrax Gray, 1868
      - Heterohyrax brucei (Gray, 1868)

    - Género Procavia Storr, 1780
      - Procavia capensis (Pallas, 1766)
        - Procavia capensis syriaca ou Procavia syriaca Hemprich[8](a)

### Referências históricas

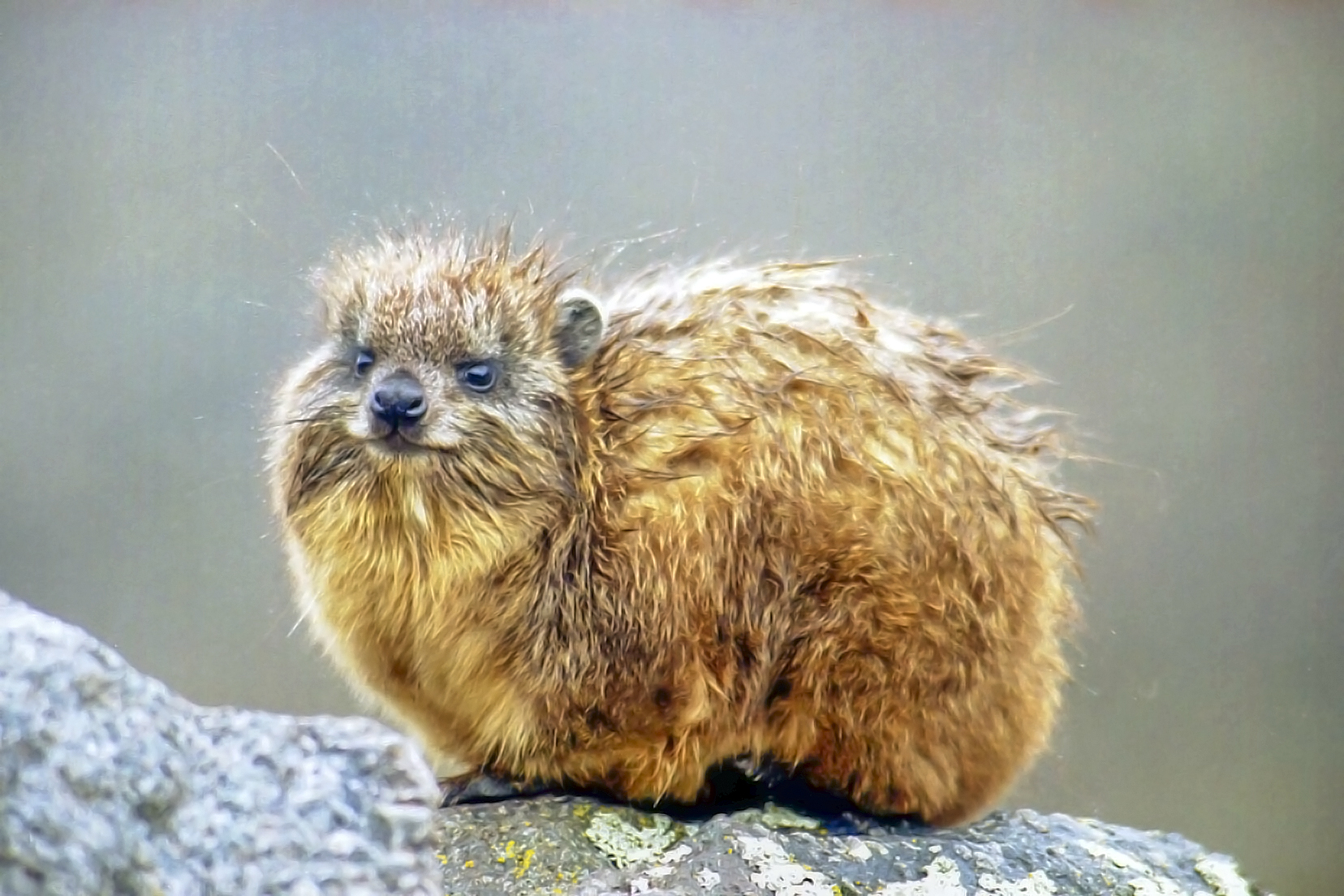
Hírax no Monte Quénia

## Interações com humanos